# Museos Nacionales de Escocia
Museos Nacionales de Escocia (en inglés National Museums Scotland, NMS) es un organismo público del Gobierno de Escocia, que se encarga de la gestión de los museos nacionales de Escocia. Los NMS custodia importantes colecciones de ciencias naturales, artes decorativas, culturas del mundo, ciencia y tecnología, así como sobre historia y arqueología de Escocia. La entrada a la mayoría de los museos en Escocia es gratuita.

## Museos nacionales
- El Museo Nacional de Escocia, que engloba dos museos de la ciudad vieja de Edimburgo:
  - El Museo de Escocia (Museum of Scotland) - dedicado a la historia y las gentes de Escocia.
  - El Museo Real (Royal Museum) - un museo general orientado a la geología, la arqueología, la historia natural, la ciencia, la tecnología y el arte internacionales.
- El Museo Nacional de la Aviación (National Museum of Fligh') en East Fortune, East Lothian.
- El Museo Nacional de la Vida Rural (National Museum of Rural Life, anteriormente Museum of Scottish Country Life, y antes Scottish Agricultural Museum), en la granja Wester Kittochside, en South Lanarkshire
- El Museo Nacional de la Guerra (National War Museum), en el Castillo de Edimburgo.

## Otras colecciones
El almacén principal del Centro de Colecciones de los Museos Nacionales (National Museums Collection Centre), que no se encuentra abierto al público, está en Granton (Edimburgo), se inauguró en 1996. Se ha construido un nuevo edificio, que alberga las colecciones textiles y de vestido, incluyendo la colección de trajes y accesorios del siglo XX de Jean Muir.
El Museo Nacional del Traje (National Museum of Costume) tenía su sede en Shambellie House, en New Abbey, Dumfries and Galloway. En enero de 2013 se anunció su clausura, y que no se reabriría en 2013.
El Museo de la Cornamusa Escocesa (Museum of Piping) está situado en el Centro Nacional de la Cornamusa Escocesa (National Piping Centre) en Glasgow, y muestra las colecciones de cornamusas de los Museos Nacionales.

## Administración
National Museums Scotland es un organismo público ejecutivo no departamental (executive non-departmental public body) del gobierno de Escocia, encargado del servicio nacional de museos. Está financiado por el Departamento de Educación y Formación continua y está dirigido por un consejo de dirección. Se encarga de la gestión de los Museos Nacionales y proporciona asistencia a otros museos del país.

## Artículos notables de las colecciones nacionales

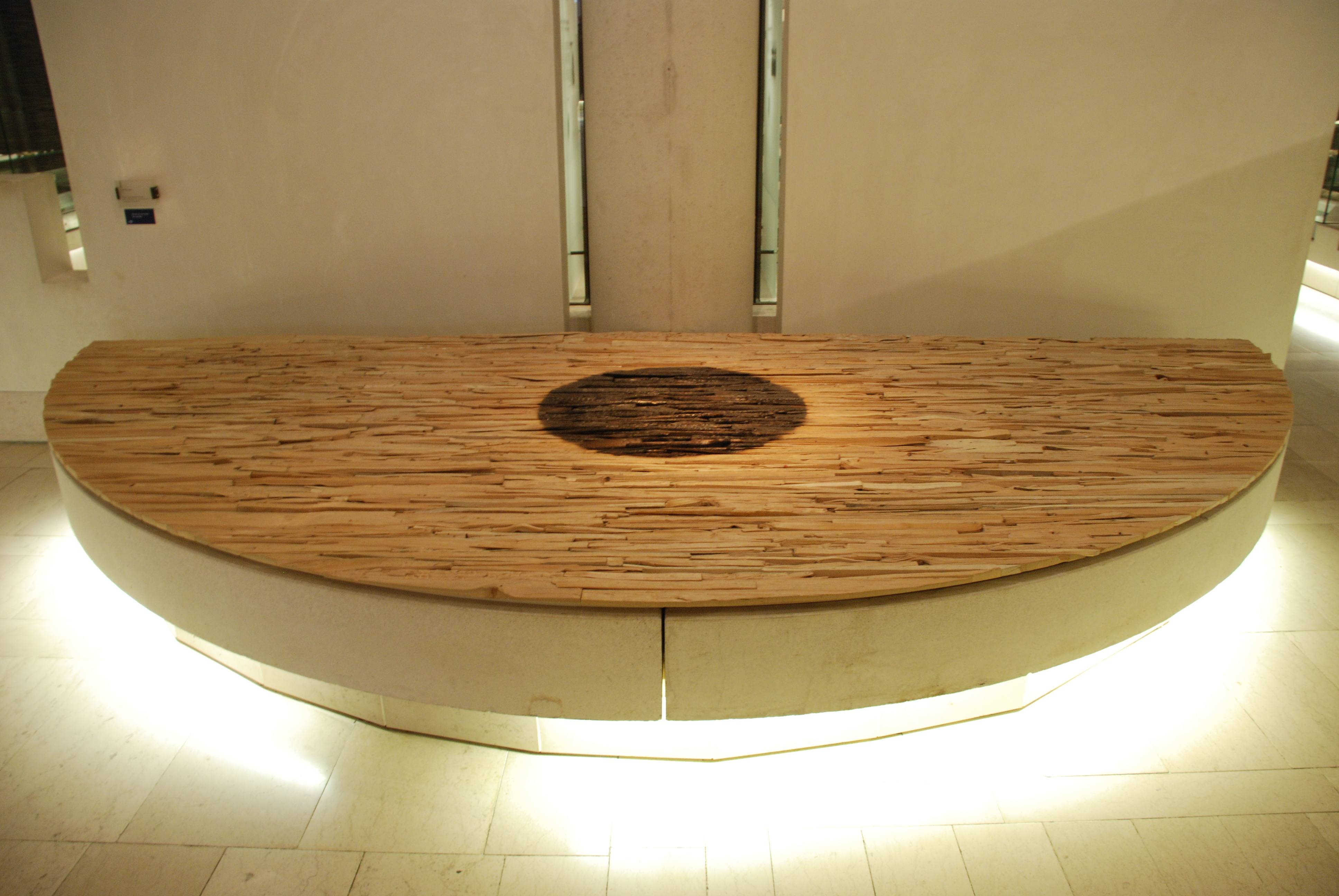
Hearth(?) por Andy Goldsworthy.

Estas son algunas de las principales atracciones de la colección de los museos:
- Los restos de la oveja Dolly.[3]
- El Concorde G-BOAA (206).[4]
- Un relieve asirio mostrando al rey Asurnasirpal II y a un oficial de la corte, del Palacio Noroeste de Asurnasirpal en Nimrud, excavado por Austen Henry Layard en los años 1840.[5]
- El broche de Hunterston, un broche celta del año 700 aproximadamente.[6]
- El Ajedrez de la isla de Lewis.[7]
- El Relicario Monymusk.[8]
- Un arpa perteneciente a la reina María I de Escocia, del siglo XV.[9]